# سمندر (فیلم)
سمندر فیلمی به کارگردانی محمود کوشان و نویسندگی مازیار بازیاران محصول سال ۱۳۶۴ است.

## داستان
دو ارباب به نام‌های فرخان و صولت برای تصاحب چراگاه منطقه با هم ستیز دارند..

## بازیگران
- فرامرز قریبیان
- ولی شیراندامی
- عطاءالله زاهد
- ثریا حکمت
- جواد خاکشور
- علی کنگرلو
- اصغر آشوری
- بهمن میلانی
- رشید یولی
- پروین سلیمانی
- نوری کوکلان
- هوشنگ تیموری
- محمد شمس
- نظرمحمد نورانی